# Betula jiulungensis
Betula jiulungensis är en björkväxtart som beskrevs av Pei Chun Qiong Li och Q.Lin. Betula jiulungensis ingår i släktet björkar, och familjen björkväxter. Inga underarter finns listade.